# Sakakini-Palast

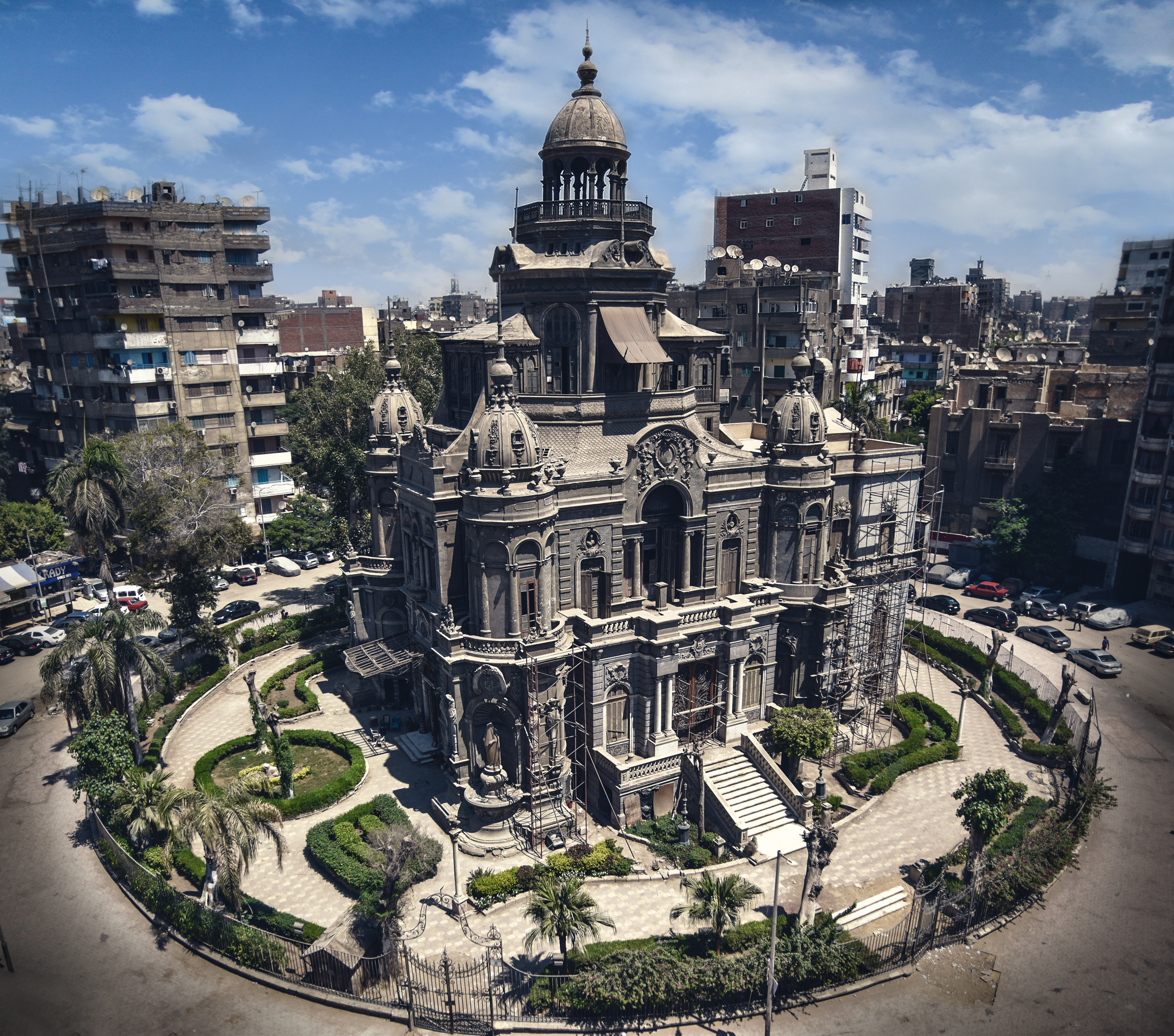
Sakakini-Palast von Südwesten (2017)

Der Sakakini-Palast (arabisch قصر السكاكيني, DMG Qaṣr as-Sakkākīnī) ist eine neobarocke palastartige Villa in der Innenstadt von Kairo. Der im Stil des italienischen Rokoko entworfene Bau wurde 1897 für den ägyptischen Unternehmers Habib Sakakini Pascha erbaut. Nach dem Bauherrn beziehungsweise dem Gebäude ist der umgebende Stadtteil El Sakkakini benannt.

## Beschreibung
Die Lage ist für eine Villa bemerkenswert. Der Palast steht allein mittig auf einem runden Platz. Palast und Garten nehmen damit die üblicherweise im europäischen Städtebau des Historismus übliche Position eines Schmuckplatzes ein, auf den die Hauptstraßen des umgebenden Stadtviertels radial zulaufen. Der Palast weist daher eine außerordentlich dominante Stellung im Stadtbild auf.
Der im Grundriss fast quadratische Bau weist zwei Vollgeschosse auf, zudem ein mittig aus dem Dach ausragendes turmartiges Geschoss, welches von einer offenen Laterne bekrönt wird. Alle vier Gebäudeecken sind mit bis zur Traufe reichenden Türmchen versehen. Die Fassaden sind verschwenderisch ausgestaltet: Balustraden, Postamente und Muschelnischen mit Figuren, bekrönende Vasen und viele weitere Elemente dienen der Gestaltung. Der eher schlichte Haupteingang liegt an der Nordwestfassade, während die Südwestfassade mit ihrer vorgelagerten Terrasse besonders repräsentativ ist.

## Geschichte
Das Gebiet auf dem der Palast und das umgebende Viertel liegt befindet sich östlich der Sultan-az-Zahir-Baibars-Moschee aus dem 13. Jahrhundert und war ursprünglich als Turkmen Karaja bekannt. Der ägyptische Unternehmer Habib Sakakini Pascha erwarb das Land wohl mit der Hilfe von Ismail Pascha bei einer öffentlichen Auktion. Sein Besitz an dem Land ist erstmals für Juni 1880 urkundlich belegt. Ab 1892 ließ er den dortigen See trockenlegen, um das Land für den Bau seines Palastes vorzubereiten. Der Palast wurde von einem italienischen Unternehmen nach den Entwürfen italienischer Künstler und Architekten 1897 erbaut. Sakini Pascha lebte bis zu seinem Tod 1923 in dem Gebäude, nachfolgend wurde es bis 1952 durch dessen Erben zu Wohnzwecken genutzt.
Der letzte Bewohner vererbte das Gebäude dem Gesundheitsministerium, das dort ein Museum einrichtete. 1961 wurde der Palast zum Verwaltungsgebäude der Sozialistischen Union, bevor es in ein Museum für Gesundheit umgewandelt wurde, wobei das Erdgeschoss als Klinik diente. Das Ministerium für Kultur stellte das Gebäude mit dem Dekret Nr. 143 im Jahre 1986 unter Denkmalschutz. Der Zustand des Gebäudes verschlechterte sich in der folgenden Zeit jedoch stark, ein Restaurationsprojekt unter Mubarak wurde nicht fachgerecht ausgeführt und konnte den Zustand daher nicht verbessern. 2003 gab es die Idee den Palast in ein medizinhistorisches Museum umzuwandeln, wozu es jedoch bisher nicht kam (Stand 2022).